# طريق الحج العراقي
كان طريق الحج العراقي يستخدم من قِبل الحجاج القادمين من العراق وذلك عبر طريقين، أحدهما يبدأ من الكوفة والآخر من البصرة. كان طريق البصرة يجتاز القسم الشمالي الشرقي من شبه الجزيرة العربية عبر وادي الباطن وصحراء الدهناء والقصيم ليلتقي بعد ذلك مع طريق الكوفة مكة في ميقات ذات عرق.
أما طريق الكوفة وهو ما أصطلح على تسميته بدرب زبيدة (المسمى باسم زوجة الخليفة العباسي هارون الرشيد) فيبلغ طوله حوالي 1400 كم، وهو يمر بمناطق مختلفة في طبيعتها متباينة في تضاريسها فتارة يكون مستوياً على أرض رملية أو طينية، وتارة آخرى يكون منحوتاً وسط الصخور في المناطق الجبلية، وفي بعض أجزائه يكون موسعاً وخالياً من العوائق الخطرة في المناطق الوعرة.
وطبقاً لما ورد عن علماء الجغرافيا المسلمين الأوائل فإنه يوجد على طول الطريق من الكوفة إلى مكة المكرمة حوالي أربع وخمسين محطة رئيسية، كما توجد محطات أخرى صغيرة فيما بينها. وكانت كافة المحطات الكبيرة منها والصغيرة على حد سواء مزودة بمصادر المياه حيث أمنت بشبكة على درجة كبيرة من الإتقان تتكون من برك المياه، وتشمل الخزانات والأحواض والآبار على اختلاف أنواعها وكذلك القنوات والسدود.
وقد كشفت الأبحاث الأثرية التي تمت على هذا الطريق عما يقرب من خمسين بركة للمياه وهو تقريباً نفس العدد الذي ذكره علماء الجغرافيا المسلمون الأوائل، وقد وجد ما يزيد على أربعين من هذه البرك في داخل أراضي المملكة العربية السعودية وحدها، منها المستديرة والمستطيلة وكذلك المربعة.

## أهم إصلاحات الطريق

### الطريق في زمن الدولة العباسية
- بدأ العمل في الطريق بعد عامين من قيام الدولة العباسية حين أمر أبو العباس السفاح بتسجيل علامات الأميال، وبناء المنارات وأوقدت النار عليها ليلاً لهداية الحجيج في المسيرة.
- جاء دور المهدي وشهد عام 161هـ وأمر بتجديد وتوسعة جميع المباني التي أُنشئت مسبقاً بين محطتي الكوفة وزبالة، ولقد بلغت العناية أوجهها في عهده حتى أن الثلج كان يُجلب للمهدي من العراق إلى مكة المكرمة في حجة سنة 160هـ، حتى أن زوجة المهدي وأم الخليفة الرشيد الخيزران قدمت إصلاحات كثيرة منها أنها أمرت بإقامة علم الخيزران على بعد أميال من محطة زبالة، وأنفقت الكثير من مالها على رصف المواضع من الطريق حيث أمرت مائة من الرجال بإقامة رصيفين من الحجارة على منطقة تكثر فيها الأوحال ويتأذى الحجاج من الطين اثناء موسم الأمطار.
- أهتمت زوجة هارون الرشيد زبيدة بتوفير الماء طول درب الحج، كما أمرت بإقامة الخزانات والصهاريج وحفر الآبار وتشييد العديد من المباني مما حمل الدرب أسمها.
- فور تولي المأمون الخلافة أمر بزرع الطريق؛ فوجد طوله 712 ميلاً من بغداد إلى مكة المكرمة.
- أهتم بالدرب أيضاً الخليفة المقتدر العباسي وعضد الدولة في القرنين الثالث والرابع عشر، وكذلك من بعدهم البويهيون والسلاجقة في العصر العباسي الثاني.[1]

### الطريق في القرن 19 زمن إمارة آل رشيد
كان الطريق بين النجف وحائل يُقطع في اثني عشر يوماً بحسب وصف شارل هوبر في رحلته بين سنة 1878 و1882م،
وكانت قوافل الحج الفارسي التي تعبر طريق الحج الكوفي تمر على المناطق التالية: النجف إلى السلمان - لينة - الخضراء - الشعيبة - بقعاء - حائل - قفار - المستجدة ومنها للحجاز. وكان مرورها عبر حائل منذ العهد القاجاري (1200هـ/1785م - 1327هـ/1909م) منوطة بأمراء الجبل -وهم آل علي- حيث تستقر فترة للاستراحة والتموين ويستقبلها أمير الجبل بكل حفاوة، وتجري خلالها عمليات البيع والشراء في نفس الموقع خارج حائل، ويقدم ابن علي للحملة أدلاء تساعد القافلة في سيرها إلى مكة إلى أن تتجاوز قرية المستجدة، ومن بعدها تتولى الدرعية تلك المهمة. ومن المعروف أن طرق قوافل الحج هي نفس طرق القوافل التجارية، لذلك تصاحب قوافل الحج القوافل التجارية في ذهابها وإقامتها في جبل شمر وعودتها إلى العراق والشام لكي تكون قوية في أعين قطاع الطرق. ويصل عدد القافلة التجارية الواحدة بين جبل شمر إلى العراق إلى حوالي 300 بعير، وذكر بعض الرحالة الأوروبيين بأنها تصل إلى أكثر من 10،000 جمل. وتمكن الأمير طلال ابن رشيد من أن تكون له الغلبة في نقل القوافل والسيطرة على الطرق عبر إنشاء مكاتب للإمارة في بغداد والنجف والزبير، وأيضا بدأ بتقوية جيشه وقواته لحماية الطرق التجارية وقوافلها التي تمر على إمارته، مما جعل تلك القوة مطلوبة لدى تجار حماية القوافل خارج حدود الإمارة، واستفادت الإمارة من عقيلات شمر لمنافسة القوى الأخرى المسيطرة على طرق التجارة مثل عقيلات القصيم. وكذلك حاول الأمير طلال إغراء أمراء القوافل أن تكون حائل أهم مركز لطرقهم التجارية، وذلك بتقديم التسهيلات والحماية.
أراد الأمير طلال في عهده أن يكون نقل الحجاج الفرس له صفة رسمية كما فعل والده، فأرسل أخيه متعب فعقد صفقة مع حكومة فارس لضمان نقل الحجاج الفرس والعجم عبر طريق الجبل، فبدأت قوافل الحجاج العراقيين وبلاد فارس بالمرور عبر حائل، واستمرت على ذلك الطريق حتى سقوط الإمارة سنة 1340هـ/1921م. ولتاكيد أمن الحاج أوكل طلال مسؤولية حماية تلك القوافل لأخيه متعب، فيبدأ بقيادة قافلة الحج من داخل العراق مباشرة إلى حائل، وبالقرب من أسوار المدينة يجري بناء مخيمات للإقامة فيها عدة أيام، وهذه الإقامة غير ثابتة المدة، وتتراوح من أربعة أيام إلى إسبوعين. فمرور تلك القوافل على حائل تنعش أسواقها وتزيد من دخلها، فقد كانت القوافل تستأجر الأدلاء والحراس، وتشتري أو تستأجر الإبل الجيدة من الأهالي، وتبيع الإبل المنهكة أو المريضة، ويشتري حجاجها ما يحتاجونه من أطعمة ومعدات السفر مثل: الأواني والدلاء والقرب والحبال. وكانت أجرة نقل الحاج الواحد 10.6 ليرة عثمانية ذهبية بالإضافة إلى 1.5 ليرة ضريبة للإمارة. إلا أنه واجه بعض المشاكل في البداية نتيجة لتحركات الشريف عبد المطلب سنة 1267هـ/ 1851م عندما حاول سحب الامتياز نقل الحجاج عبر إمارة جبل شمر، فراسل الباب العالي مشوها الحالة الأمنية في المنطقة، وطرح مشروع إرسال ممثل من عنده يعمل على حماية الحجاج، ويتقصى طريق الحاج، ويأخذ تعهدات على القوى في نجد بضمان وسلامة الحجاج القادمين من ذلك الطريق. إلا أن تلك المحاولة باءت بالفشل. ونتيجة لذلك كان الأمير طلال يرسل الهدايا السنوية من الخيول العربية الأصيلة، فيرسل إثنين إلى شريف مكة وإثنين إلى محافظ المدينة المنورة، وذلك لزيادة الدعم والمساعدة للحجاج القادمين من العراق وفارس الذين تتوقف قوافلهم في جبل شمر ومنها ينطلقون إلى الحجاز برفقة وفد رسمي من حائل.
كما استغل الأمير طلال الحروب التي أشعلها الإمام فيصل آل سعود ضد إقليم القصيم، فحاول نقل حجاج العراق التابعين للسلطان العثماني عبر حائل، وقام بتلك المساعي أخوه متعب حيث تمكن من توقيع اتفاقية مع والي بغداد ومع مسؤولي مكاتب الحج في بغداد سنة 1275هـ/1859م، فانتزع قيادة نقل حجاج بغداد واتباع الدولة العثمانية في العراق من آل بوعليان أمراء بريدة ومن بعدهم آل مهنا. ولكن ذلك لم يكن يرضي «مهنا بن صالح أبا الخيل» أمير بريدة الجديد الذي طالب بحقوقه وامتيازاته التي فقدها بطريقة اعتبرها مكيدة، فقد كان دخل طريق الحاج ونقلهم من المصادر المهمة لقوة اقتصاده. وكاد ذلك أن يشعل معركة بين الأميرين مهنا ومتعب لولا تدخل التاجر محمد الرواف أحد كبار العقيلات لحسم هذا الأمر، واشترى حقوق الأمير مهنا في إمارة القوافل.

## المنازل التي أُقيمت على الطريق
- النباج
- القريتين
- ضرية.[14]
- القاع
- زبالة
- الشقوق
- البطان
- الثعلبية
- الخزيمية
- زرود
- الاجفر
- فيد
- توز
- سميرا
- الحاجر
- النقرة
- مغينة الماوان
- الربذة
- السليلة
- العمق
- معدن بني سليم
- الافيعية
- المسلح
- غمرة
- ذات عرق
- بستان بن معمر
- مكة المكرمة.[15]

## أمير الحج العراقي
.

مسار مؤشر بالأخضر لطريق القوافل سنة 1866 بادئ من العراق حيث مدينة الحلة فالديوانية فواقصة فالعقبة ثم حائل ثم المدينة المنورة

قال عبد الجبار الراوي في كتابه (البادية) "اما طرق الحج فهي كثيرة تتشعب بتشعب الاقطار العربية الواقعة على تخوم جزيرة العرب . وطريق الحج من العراق الى مكة قديماً موصوف في كل كتب المسالك والممالك وهذا الطريق لم يكن للعراقيين خاصة بل كان لهم وللخراسانيين والفرس وكان ركب الحج العراقي يتحرك من المدينة التي يقيم بها الخليفة أو الملك أو الأمير فقد تحرك من الكوفة ومن واسط ومن بغداد ومن الموصل ومن الحلة ومن النجف وكانت له مراسيم وآداب وأوقاف وصدقات وحرس وحامية وإمارة وعلم للإمارة وكان أمير الحج العراقي من زعماء العرب في احلة وذلك في أوائل العهد العثماني". وقال الراوي "ولقد جاء في كتاب المقدسي (أحسن التقاسيم في معرفة الأقاليم) وصف تسع محجّات في الطول ومن جملتها طرق العراق للحج من القادسية ومن البصرة ومن الكوفة كما ذكرها ابن خردابة في كتابه المسالك والممالك من مدينة السلام إلى الكوفة وإلى المدينة ومن البصرة إلى مكة" وقال الراوي "إن أشهر الطرق كما ذكرنا في مقدمة فصل الطرق هو طريق زبيدة أو طريق البِرَك وهذا الذي سلكه الرُوّاد من قبل وهو الذي كان يسلكه موكب الحج العراقي إلى المدينة المنورة من بغداد والكوفة وإن كان الطريق الجنوبي طريق حج البصرة لا يقلّ أهمية عن طريق زبيدة فقد سلكه أولئك الروّاد ووصفوه أيضاً في كتبهم ورحلاتهم لأن الطريق الأول يوصل الحج إلى المدينة المنورة والطريق الثاني الجنوبي من البصرة يوصل الحج إلى مكة المكرمة مباشرة". وقال علي كامل سرحان في كتابه(إمارة الحجّ العراقيّ في العهد العثمانيّ 1704 ـ 1747 دراسة تاريخيّة): "كان لأمير الحجّ إيرادات من موارد دخل مختلفة منها إيرادات أمير الحجّ من خزينة الباشا في بغداد، وإيراده من الخزينة الإرساليّة للسلطان العثمانيّ، وإيراده من ضريبة الحماية على بعض المواد التجاريّة، وإيراده على كلّ ما يتركه الحجّاج الذين يتوفون في طريق الذهاب إلى الحجّ أو الإيّاب منه، فضلًا عن الهدايا المختلفة التي يحصل عليها أمير الحجّ من كلّ حاجّ أو تاجر، علاوة على ذلك كان أمير الحجّ آنذاك يمتلك المساحات الشاسعة من الأراضي الزراعيّة والعقارات والأموال". وكان موكب الحج العراقي هو أضخم المواكب التي رآها ابن جبير في تطوافه في المشرق الإسلامي، إذ قال في رحلته "وكذلك وصل الأمير العراقي في جمع لم يصل قط مثله ووصل معه من أمراء الأعاجم الخراسانيين ومن النساء العقائل المعروفات بالخواتين واحدتهن خاتون ومن السيدات بنات الأمراء كثير ومن سائر العجم عدد لا يحصى" وقال "وكانت محلة هذا الأمير العراقي جميلة المنظر بهية العدة رائقة المضارب والابنية عجيبة القباب والأروقة على هيآت لم ير أبدع منها منظرا فأعظمها مرآى مضرب الأمير وذلك إنه أحد ق به سرادق كالسور من كتان كأنه حديقة بستان أو زخرفة بنيان وفي داخله القباب المضروبة وهي كلها سواد في بياض مرقشة ملونة كأنها أزاهير الرياض وقد جللت صفحات ذلك السرادق من جوانبه الأربعة كلها أشكال درقية من ذلك السواد المنزل في البياض يستشعر الناظر إليها مهابة يتخيلها درقا لمطية قد جللتها مزخرفات الأغشية. ولهذا السرادق الذي هو كالسور المضروب أبواب مرتفعة كأنها أبواب القصور المشيدة يدخل منها إلى دهاليز وتعاريج ثم يفضى منها إلى الفضاء الذي فيه القباب وكأن هذا الأمير ساكن في مدينة قد أحد ق بها سورها تنتقل بانتقاله وتنزل بنزوله وهي من الابهات الملوكية المعهودة التي لم يعهد مثلها عند ملوك المغرب. وداخل تلك الأبواب حجاب الأمير وخدمه وغاشيته وهي أبواب مرتفعة يجيء الفارس برايته فيدخل عليها دون تنكيس ولا تطأطؤ قد احكمت اقامة ذلك كله أمراس وثيقة من الكتاب تتصل بأوتاد مضروبة أدير ذلك كله بتدبير هندسي غريب. ولسائر الأمراء الواصلين صحبة هذا الأمير مصارب دون ذلك لكنها على تلك الصفة وقباب بديعة المنظر عجيبة الشكل قد قامت كأنها التيجان المنصوبة إلى ما يطول وصفه ويتسع القول فيه من عظيم احتفال هذه المحلة في الآلة والعدة وغير ذلك مما يدل على سعة الأحوال وعظيم الانخراق في المكاسب والأموال ولهم أيضا في مراكبهم على الإبل قباب تظلهم بديعة المنظر عجيبة الشكل قد نصبت على محامل من الاعواد يسمونها القشاوات وهي كالتوابيت المجوفة هي لركابها من الرجال والنساء كالامهدة للاطفال تملأ بالفرش الوثيرة ويقعد الراكب فيها مستريحا كأنه في مهاد لين فسيح وبازائه معادلة أو معادلته في مثل ذلك من الشقة الأخرى والقبة مضروبة عليهما فيسار بهما وهما نائمان لا يشعران أو كيف ما أحبا فعند ما يصلان إلى المرحلة التي يحطان بها ضرب سرادقهما للحين أن كانا من أهل الترفه والتنعم يدخل بهما راكبين وينصب لهما كرسي ينزلان عليه فينتقلان من ظل قبة المحمل إلى قبة المنزل دون واسطة هواء يلحقهما ولا خطفه شمس تصيبهما وناهيك من هذا الترفيه فهؤلاء لا يلقون لسفرهم وإن بعدت شقته نصيا ولا يجدون على طول الحل والترحال تعبا". وقال علي الصلابي في مقاله (حماية سلاطين بني أيوب لطريق الحجِّ والحرمين الشريفين) "واستمرت السيادة العباسية على الحجاز على يد سلاطين ، وملوك الدولة الأيوبية ، وتبدَّت مظاهر عودة هذه السيادة في الخطبة للخليفة العباسي بالحرم المكي قبل أمير مكة ، وقبل السلطان الأيوبي صاحب مصر ، وملك اليمن من بني أيوب ، وفي إرسال التقاليد الخليفتية بالإمارة لكلٍّ من أمير مكة ، والمدينة صُحبة أمير الحاج العراقي، وكان تقليد ، أو عزل أمير المدينة ، ومكة أو أولياء عهدهما يقرأ بجوار المسجد النبوي ، وإرسال كسوة الكعبة كلَّ سنة بشعار بني العباسي ، وهو السواد ، وبُطرُز حمراء تحمل اسم الخليفة العباسي ، وعبارات دعائية له. كما تولَّى خلفاء بني العباس عمارة الحرم المكي ، والمسجد النبوي. وكذلك كان الخليفة العباسي وحده هو صاحب الحق في رفع لوائه يوم الوقوف بعرفات. وتأكيداً لإشراف الخلافة العباسية على الحرم المكي كان أمير الحج العراقي يقوم بنفسه بكسوة الكعبة مع خواصِّه. كما كانت خلع الخليفة شعار السواد العباسي ترسل من بغداد إلى خطيب الحرم المكي".
| الأمير                                     | الفترة          | الدولة           |
| أبو أحمد الموسوي                           | 359 هـ/970 م    |                  |
| أبو منصور خطلغ بن كنتكين                   | 468 هـ          | العباسية         |
| أصبهيد بن سارتكين                          | 487 هـ/1099 م   | العباسية         |
| الأمير أرغش                                | 555 هـ          | العباسية         |
| مجير الدين طاشتكين بن عبد الله المقتفوري   | 602 هـ          | العباسية         |
| حسام الدين أبي فراس بن جعفر الحلّي الجاوانيّ | 610 هـ          | العباسية         |
| محمد الحويج                                | زمان ابن بطوطة  |                  |
| علي كيوان                                  | 857 هـ / 1453 م |                  |
| يوسف باشا                                  | 1131 هـ/ 1704 م | العثمانية        |
| إبراهيم بك بن عبد الجليل الشمري            |                 | الدولة العثمانية |
| محمد ياسين                                 |                 | الدولة العثمانية |

## وصلات خارجية
- طرق قديمة سلكها الحجاج للوصول إلى مكة.
- في دراسة للدكتور الراشد عن طرق الحج قديماً7 طرق رئيسية للحج والتجارة شهدتها الجزيرة العربية.